# Simor Ágnes
Simor Ágnes (Budapest, 1979. december 23. –) magyar előadó és különböző mozgásos formanyelvekkel dolgozó alkotó, 2005 és 2011 között a Tűzraktér Független Kulturális Központ kulturális vezetője. 2011-től a Gláser Jakab Emlékalapítvány projektmenedzsere[forrás?]. 2014-től a Detectivity gyerekblokk vezetője és az O.Z.O.R.A Fesztivál színházi szervezője.[forrás?]

## Élete
Édesapja Simor András költő, édesanyja Dobos Éva műfordító. 1987-ben kezdte tánc- és színházi tanulmányait a  Földessy Margit Színjáték- és Drámastúdióban és a Kreatív Mozgás Stúdióban. Televíziós produkciókban szerepelt többek között saját forgatókönyvvel. Gimnáziumi éveitől kezdve angol és német nyelvű színielőadásokat rendezett és  folytatta mozgásszínházi tanulmányait. Az ELTE BTK-n magyar és esztétika szakot illetve drámajáték-vezetést végzett illetve a Budapest Táncművészeti Szakközépiskola intenzív képzésén kortárs tánc végzettséget szerzett illetve speciális tánc és mozgásszínházi stílusokkal bővítette tudását többek között Latin-Amerikában és Japánban is. 2005 és 2011 között kezdve a Tűzraktér Kulturális Központ vezetője volt, ezen időszaktól neveli Róza lányát is. Az egyetemi évektől kezdve több jelentős társulati és önálló produkcióval jelentkezik.

## Munkái
Színházi munkák:

### AKASZTtársulattal
- 2001- Beckett játékok - Közgazdasági Egyetem
- 2001- Tárgyak és Képek - Közgazdasági Egyetem
- 2002- Ne Beszéljünk! - Samuel Beckett alapján - Közgazdasági Egyetem, Pécs Délibáb fesztivál, Gyöngyös, EFOTT fesztivál, Nyitott Műhely
- 2003- A fünsingi lótolvaj, vásári komédia - A:P:A:! kulturális központ
- 2003- Hétköznapi Hisztéria - kávéházi jelenetek - Pszinapszis
- 2003-2008 Hétköznapi Hisztéria - Petri György versei alapján - Országos Kaleidoszkóp Díjas Miskolc-Budapest, Merlin Színház, Eger: Színházi fesztivál, Pécs: Délibáb fesztivál, Budapest: Ráday könyvesház, Városi Színház, Nyitott műhely, Tibet  központ, Tűzraktár, Pszichoterápiás konferencia, Közgazdasági Egyetem
- 2005- Randevú - modern haláltánc avagy karnevál a temetőben - Tűzraktár

Bábelőadás:
- 2005- Bábopera - Millenáris Padlásszínház

### Táncelőadások (koreográfia, tánc)
- 2003- A nap és a hold története - Mu színház
- 2004- Átugrom az árnyékomat, aztán átugrom magamat - Mu színház, Budapest Tánciskola
- 2004- Szimpla impro - Szimplakert
- 2004- Fal(s)Tánc - Merz-ház
- 2005- Calavera- Mu színház
- 2006- A nap és a hold története-/kétarcú maszkos szóló/ Merlin színház
- 2007- Felhők alatt- Roma Önkormányzat
- 2008- A nap és a hold története- Tűzraktér
- 2010- Fekete képek-. Mini-a -Túrák, Trafó nagyszínpad/kurátor, koreográfus/
- 2011- Wo-man/Andaxínház/
- 2011- előadások Japánban:
- Nomades kortárstánc társulat(Tokió), Kazuo Ohno fesztivál, Yoshito Ohno iskolája, (Yokohama) Being connected- szólótánc, Yokohama triennálé Der Zeitgeber( színész), Tokió színházi fesztivál
- 2012- Being connected- szóló/Közép Európa Táncszínház, Bethlen téri színház/
- 2012- koreográfus, színész, táncos, forgatókönyvíró, dramaturg a Bikali középkori élménybirtokon/Ágens koprodukció/

### Tánc-cirkuszszínház (rendező, forgatókönyvíró, szereplő)
Újcirkuszi koprodukciók:(társrendező, forgatókönyvíró, szereplő)
offline:ontheater társulat
- 2014-Nyomkövetők, Mediawave fesztivál, Monostori erőd
- 2014-Torony előadás, Art Quarter Budapest
- 2015-Menni vagy maradni, Art Quarter Budapest
- 2015-Faltánc duett, Mediawave fesztivál, Monostori erőd

Tűzmadarak társulat:
- 2017- The Flock Project, vertikális tánc, Mediawave fesztivál, Monostori erőd

A Simorág TánCirkusz társulatának vezetője:
- 2010- Holdasszony, Napember, mesejáték, Tűzraktér
- 2012- Ember tenyerében, dinnyének magjában- Inspirál, R 33
- 2014- A Napisten unokája és a Tengeri sárkány lánya- Patakparti fesztivál
- 2014, Ni memoria, ni magia- Complutense, Madrid
- 2017- Ördögmese- Bethlen Téri Színház

### Performanszok
- Szomszédság - összművészeti előadás az Operánál
- Táncbéli Táncszók - ITM egri Művészeti iskola/koreográfia: Domokos Flóra, Vass Sándor, Simor Ágnes/
- Közös hálóban a művészek - Tűzraktár nyitónap
- Magyar Festészet napja - kiállítás megnyitó/ Atlasz Gábor koreográfiája/
- Üvegtánc - kiállítás megnyitó Cserje Zsuzsa/dramaturg, rendező/gyűjteményére
- Murányi Zsófia performansza - Gödör
- Táncos divatbemutatók Stiaszny Terézia ruháira

Színházi sanzonest:
2008-2009 Én vagyok legkékebb Pesten, Tűzraktér, Andocsi színházi napok

## Díjak
- 2004: Ne beszéljünk! - Délibáb fesztivál különdíj
- 2005: Hétköznapi hisztéria - Országos Kaleidoszkóp versfesztivál, mozgásszínházi fődíj
- 2006: A Tűzraktár Független Kulturális Központ innovatív és újszerű működtetéséért a Kulturális Minisztérium által kitüntetve[4]
- 2006: A Tűzraktár Euregió - európai uniós innovációs díjjal kitüntetve
- 2010: Holdasszony, Napember - Magyar Művek Szemléje fődíj és legjobb előadás díja
- 2010: a Tűzraktér kulturális és diszkrimináció elleni tevékenységéért Pro Urbe - Budapest Fővárosának díjával kitüntetve
- 2011: Kultúrák Karneválja - /Berlin/ 2. helyezés és meghívás az EU delegáció záróünnepségére
- 2012: Ember tenyerében, dinnyének magjában - A komédia éve pályázat fődíja
- 2015: Cseh Tamás zenére koreográfia fődíj- Faltánc duetthez[forrás?]